# Craugastor polyptychus
Craugastor polyptychus är en groddjursart som först beskrevs av Cope 1886.  Craugastor polyptychus ingår i släktet Craugastor och familjen Craugastoridae. IUCN kategoriserar arten globalt som livskraftig. Inga underarter finns listade i Catalogue of Life.